# Enrico Toselli
Enrico Toselli, conde de Montignoso (Florença, 13 de março de 1883 – Florença, 15 de janeiro de 1926) foi um pianista e compositor italiano. Nascido em Florença, ele estudou piano com Giovanni Sgambati e composição com Giuseppe Martucci e Reginaldo Grazzini. Ele embarcou em uma carreira como pianista concertista, tocando na Itália, capitais europeias, Alexandria e América do Norte.
Sua composição mais popular é Serenata 'Rimpianto' Op.6 No.1. Seus outros trabalhos incluem duas operetas, La cattiva Francesca (1912) e La principessa bizzarra (1913).
A fama de Toselli em grande parte não deriva da sua capacidade musical, mas de seu casamento escandaloso com arquiduquesa Luísa da Áustria-Toscana, a ex-princesa-herdeira da Saxônia, em 1907. Ela já havia abandonado seu marido, Frederico Augusto, príncipe-herdeiro da Saxônia, e eles tinham se divorciado em 1903. Seu ex-marido se tornou rei da Saxônia em 1904.
O casamento de Toselli terminou em divórcio em 1912. Eles tiveram um filho, Carlo Emanuele (7 de maio de 1908 - 1969).
As memórias de Toselli sobre seu casamento, Mari d'altesse: 4 ans de mariage avec Louise de Toscane, ex-princesa de Saxe, foram publicadas em francês após seu divórcio. Ele morreu de tuberculose em 1926, com uma idade relativamente jovem, aos 43 anos.